# مجرای سینه‌ای
مجرای سینه‌ای (انگلیسی: Thoracic duct) یکی از مهمترین بخش‌های سیستم لنفاتیک است. این مجرا لنف را از اندام‌های تحتانی و نیمهٔ چپ تنه جمع کرده، از سطح قدامی ستون مهره‌ها به بالا صعود کرده و به ورید زیر ترقوه‌ای می‌ریزد.

## نگارخانه

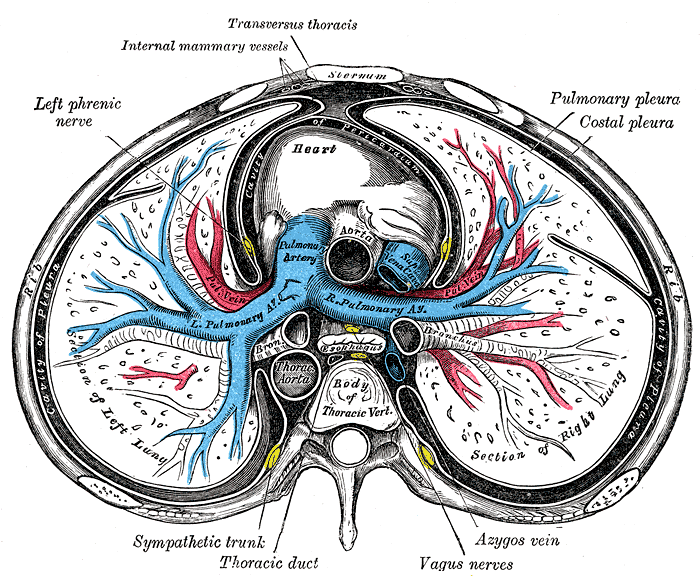
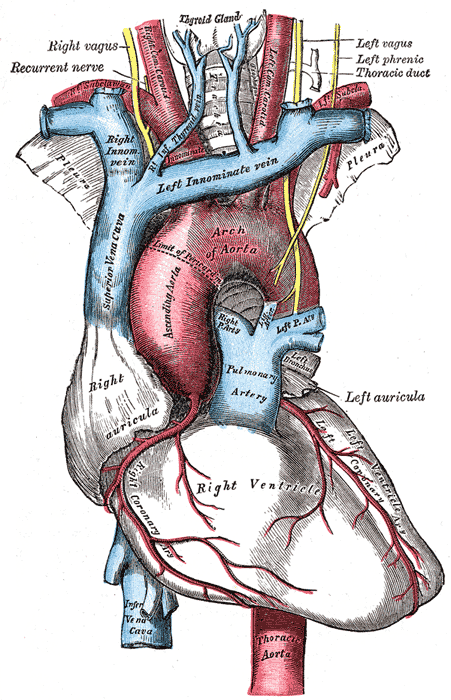
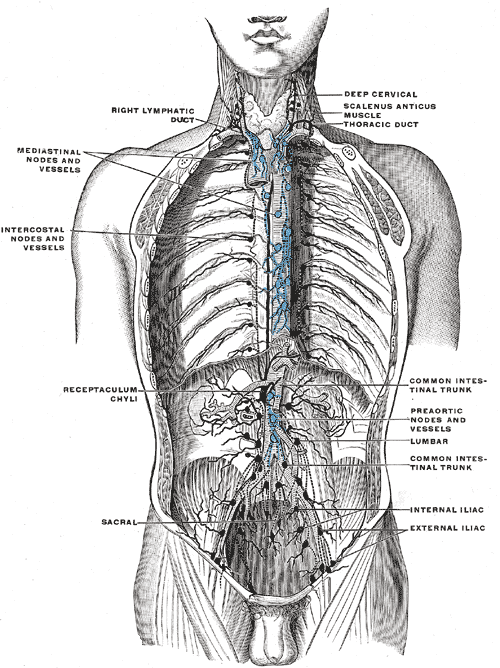
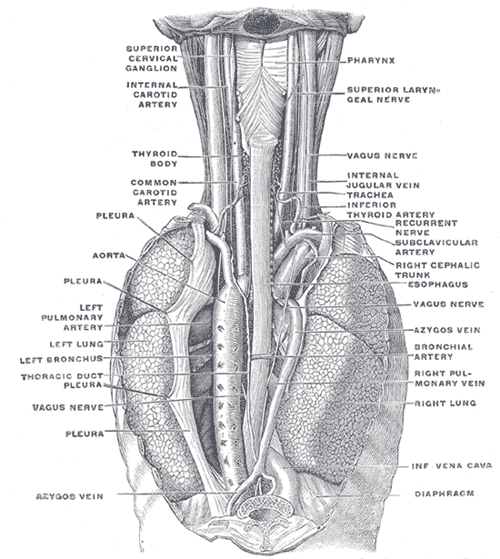
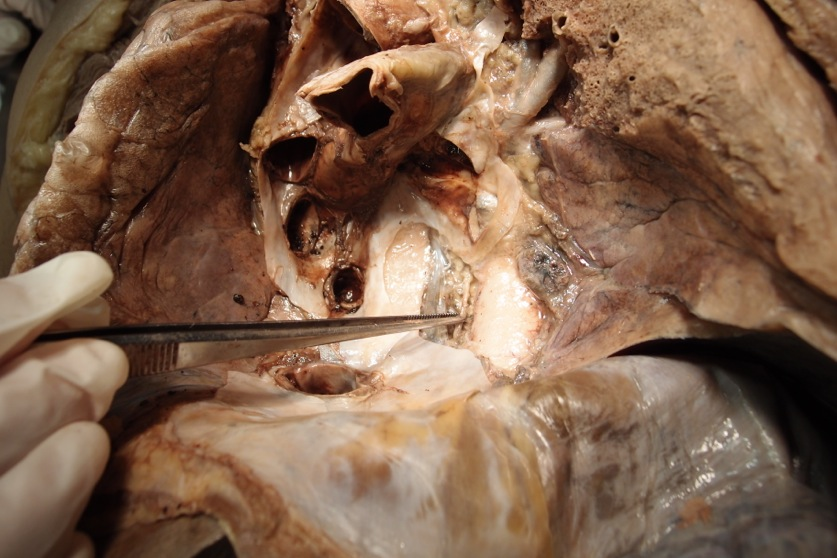